# مارتین استرن جونیور
مارتین استرن جونیور (به انگلیسی: Martin Stern Jr)، معمار آمریکایی که بیشتر بخاطرِ طراحی ساختمان‌ها و سازه‌های بزرگش در لاس وگاس شناخته می‌شود. از او همچنین بخاطر ایجاد کانسپت سازه جامع هتل کازینوهای پیچیده نیز یاد می‌شود.
هتل اینترنشنال که پیشتر به نام‌های هتل لاس وگاس هیلتون و اکنون وست‌گیت شناخته می‌شود، از جمله کارهای اوست. از کارهای دیگر او می‌توان به هتل MGM گرند سابق (اکنون Bally's)، هتل کازینوی ریویرا، دو پروژه اجرا شده در سال‌های ۱۹۶۹ و ۱۹۷۳ به کارآفرینی کرک کرکوریان، به منظور تسریع روند تبدیل لاس وگاس از میزبانی متل‌ها و کلاب‌های کوچک به شهر سازه‌های مرتفع و بزرگ که هر یک، به صورت یک مجموعهٔ بزرگ خدمات شهری را در خود جای داده‌اند، اشاره نمود.
روزنامه تلگراف در وصف مارتین استرن در سپتامبر ۲۰۰۱ اینگونه نوشت: هتل اینترنشنال، هتلی ۳۰ طبقه که با فرم سه پره خود ۱۵۱۹ اتاق را در خود جای داده‌است، منشأ شکل‌گیری هتل مندلی بی، ترژر آیلند، بلاژیو، میراژ و ونیشین شده‌است و چیزی که آن را از دیگر هتل‌ها متمایز می‌کند، بهره‌گیری از این فرم پیش از بقیه و دقیقاً در زمانی است که این فرم هنوز کاربرد نداشت و او این نوآوری را خلق کرد. زمانیکه ساخت و ساز این هتل تکمیل شد، بزرگترین هتل دنیا لقب گرفت. امروزه این هتل با نام وستگیت شناخته می‌شود.